# Kup Zagrebačkog nogometnog podsaveza 1929./30.
Kup Zagrebačkog nogometnog podsaveza 1929./30. bilo je nogometno kup natjecanje koje je organizirao Zagrebački nogometni podsavez u svrhu prikupljanja prihoda za potrebe zdravstvenog osiguranja igrača. Odigrana su zasebna kup natjecanja prvorazrednih i drugorazrednih klubova. Natjecanje je odigrano u stanci između jesenskog i proljetnog dijela prvenstvene sezone 1929./30., od 9. veljače 1930. godine do 2. ožujka 1930. godine. Kup prvorazrednih momčadi nadmoćno je pred 1500 gledatelja osvojio HAŠK, a kup drugorazrednih momčadi Slaven.

## Kup 1. razreda

### Četvrtzavršnica
| Datum            | Grad   | Momčad 1    | Momčad 2  | rezultat |
| ---------------- | ------ | ----------- | --------- | -------- |
| 9. veljače 1930. | Zagreb | Građanski   | Concordia | 2:1      |
| 9. veljače 1930. | Zagreb | HAŠK        | Šparta    | 9:0      |
| 9. veljače 1930. | Zagreb | Sokol       | Viktorija | 3:1      |
| 9. veljače 1930. | Zagreb | Željezničar | Croatia   | 2:0      |

### Poluzavršnica
| Datum             | Grad   | Momčad 1  | Momčad 2    | rezultat |
| ----------------- | ------ | --------- | ----------- | -------- |
| 23. veljače 1930. | Zagreb | HAŠK      | Sokol       | 3:1      |
| 23. veljače 1930. | Zagreb | Građanski | Željezničar | 7:1      |

### Završnica
| Datum           | Grad   | Momčad 1 | Momčad 2  | rezultat |
| --------------- | ------ | -------- | --------- | -------- |
| 2. ožujka 1930. | Zagreb | HAŠK     | Građanski | 5:2      |

## Kup 2. razreda

### Završnica
| Datum           | Grad   | Momčad 1 | Momčad 2 | rezultat |
| --------------- | ------ | -------- | -------- | -------- |
| 2. ožujka 1930. | Zagreb | Slaven   | Zagreb   | 1:0 pr   |

Slaven je pobijedio nakon produžetaka.